# Hogaretjärnet
Hogaretjärnet är en sjö i Strömstads kommun i Bohuslän och ingår i Örekilsälven-Strömsåns kustområde.